# Erik Brødreskift
Erik Brødreskift pseudonim Grim (ur. 23 grudnia 1969, zm. 4 października 1999) – norweski perkusista znany z występowania w takich grupach jak m.in. Immortal, Gorgoroth. W latach 1993–1994 dołączył do Immortal (znalazł się na okładce ich drugiego albumu Pure Holocaust, jednak nie grał na nim, partie bębnów zagrał Abbath). W okresie 1995–1998 grał w Borknagar. Dalej był bębniarzem Gorgoroth w latach 1995–1998. Przyczyną jego śmierci było przedawkowanie narkotyków.

## Dyskografia
Borknagar
- Borknagar (1996)
- The Olden Domain (1997)
- The Archaic Course (1998)

Gorgoroth
- The Last Tormentor (1996)
- Under the Sign of Hell (1997)